# Ariolimax

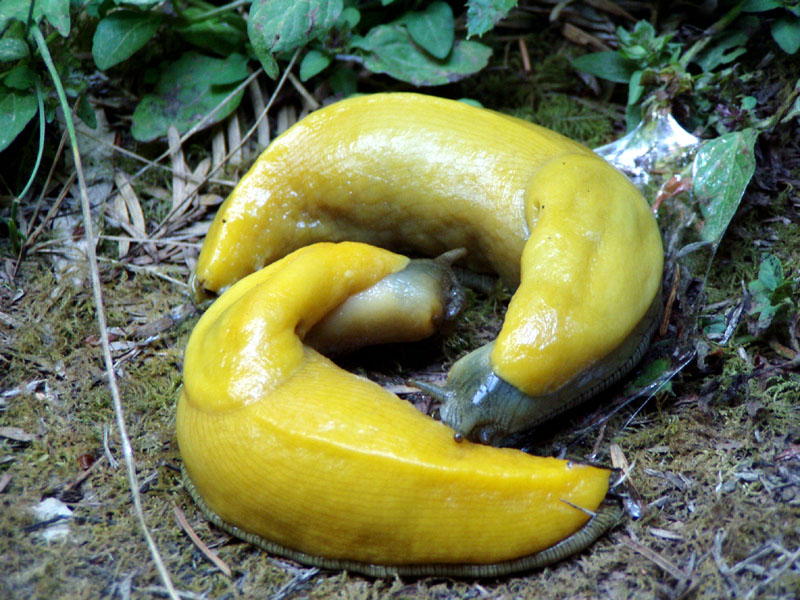
Duas "lesmas bananas".

Ariolimax (que significa lesma de Arion) é um gênero de lesmas terrestres pertencentes à família Arionidae, da ordem Pulmonata.
São conhecidas três espécies:
- Ariolimax californicus J. G. Cooper, 1872
- Ariolimax columbianus Gould, 1851
- Ariolimax dolichophallus Mead, 1943

## Descrição
Essas lesmas são caracterizadas pela coloração amarela que em inglês lhes rendeu o nome de banana slugs (lesmas da banana). Apesar disso, elas também podem ser verdes, marrões ou brancas. A espécie Ariolimax columbianus pode possuir manchas negras e é também a segunda maior espécie de lesma terrestre conhecida, podendo chegar a 25 centímetros de comprimento.
Elas possuem dois pares de tentáculos flexíveis. Um par de tentáculos possui na ponta os olhos do animal, o outro par possui receptores químicos. Elas possuem apenas um pulmão e, como todas as lesmas, produzem uma camada de muco sobre seu corpo para tornar mais fácil a movimentação. Elas são capazes, inclusive, de escalar árvores. Para prevenir a desidratação quando o ambiente se encontra em condições desfavoráveis elas podem se proteger com uma camada grossa de muco e permanecer inativas durante determinado período de tempo. Recentemente, a espécie tornou-se bastante conhecida pela publicação que atestaria que a proporção entre seu corpo físico e seus órgãos sexuais seria a maior do reino animal, fazendo desses espécimes os mais bem-dotados do planeta.

## Habitat e Ecologia
Lesmas dessa espécie são nativas das florestas da costa pacífica da América do Norte, desde o Alaska até a Califórnia. Elas são decompositoras naturais e decompõe restos de plantas e animais mortos. Também se alimentam de cogumelos, ajudando a espalhar seus esporos ao comer. São portanto, animais ecologicamente importantes em seu habitat. Seus predadores naturais incluem guaxinins, serpentes, patos e salamandras. Os filhotes são as vezes comidos por musaranhos ou toupeiras.